# Domek Czarodziejskiego Fletu

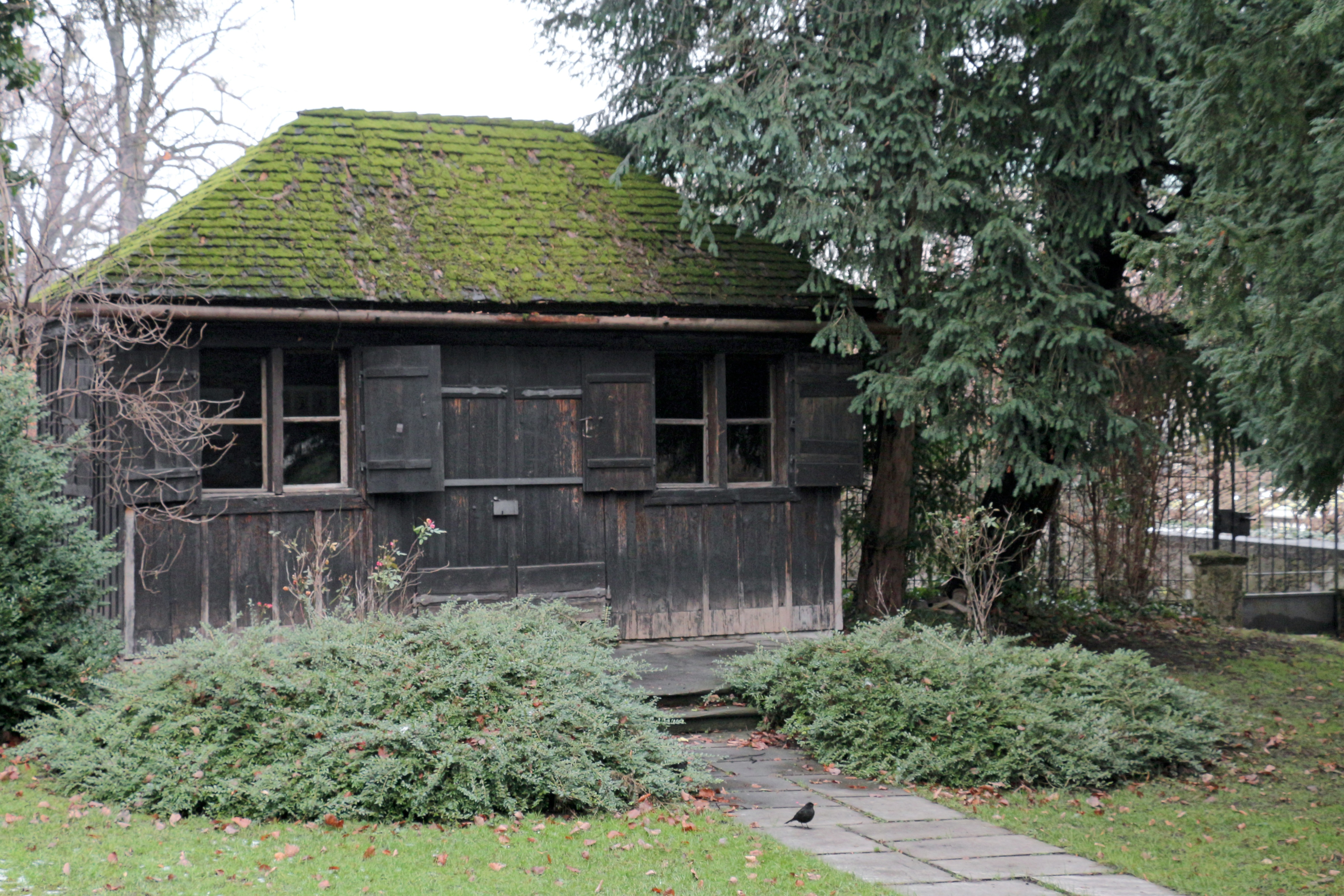
Domek Czarodziejskiego Fletu

Domek Czarodziejskiego Fletu (niem. Zauberflötenhäuschen) – zabytkowy, drewniany wiedeński domek, obecnie eksponowany w ogrodzie Międzynarodowej Fundacji Mozarteum w Salzburgu w Austrii.
Historia domku sięga czasów Wolfganga A. Mozarta (XVIII wiek) i z pawilonem tym wiąże się jedna z często przytaczanych w biografiach kompozytora anegdot. W roku 1791 na czas komponowania Czarodziejskiego fletu miał w tej altanie, znajdującej się wówczas w pobliżu amfiteatru w Wiedniu, w którym później wystawiona była sama opera, zamknąć Mozarta jego przyjaciel, brat z loży masońskiej, librecista tego dzieła, a zarazem właściciel teatru zamawiającego utwór Emanuel Schikaneder. Dodatkowo miał on przekonywać Mozarta do efektywniejszej pracy podtrzymując dobry nastrój kompozytora winem i ostrygami. Drewniana konstrukcja została w roku 1874 przeniesiona na salzburski Kapuzinerberg, a obecnie odrestaurowana należy do fundacji stanowiąc pamiątkę po obydwu twórcach singspielu.